# Крымаренко, Юрий Александрович
Ю́рий Алекса́ндрович Крымаре́нко (укр. Юрій Олександрович Кримаренко; род. 11 августа 1983, Бердичев, Житомирская область) — украинский легкоатлет, специалист по прыжкам в высоту. Выступал за сборную Украины по лёгкой атлетике в 2005—2016 годах, чемпион мира, двукратный чемпион страны, участник летних Олимпийских игр в Пекине. Мастер спорта Украины международного класса.

## Биография
Юрий Крымаренко родился 11 августа 1983 года в городе Бердичеве Житомирской области Украинской ССР.
Занимался лёгкой атлетикой в местной детско-юношеской спортивной школе, проходил подготовку под руководством заслуженного тренера СССР Виталия Алексеевича Лонского.
Впервые заявил о себе на международном уровне в сезоне 2005 года, когда впервые одержал победу на чемпионате Украины в прыжках в высоту, вошёл в состав украинской национальной сборной и выступил на молодёжном европейском первенстве в Эрфурте, где с результатом 2,27 стал бронзовым призёром. Позднее на чемпионате мира в Хельсинки в финале прыгнул на 2,32 метра — тем самым превзошёл всех соперников и завоевал золотую медаль. Будучи студентом, представлял Украину на Универсиаде в Измире, став в своей дисциплине шестым (2,20).
В 2007 году на соревнованиях в польском Быдгоще установил личный рекорд в прыжках в высоту в закрытых помещениях — 2,34 метра, тогда как на чемпионате мира в Осаке в финал не вышел (2,26).
Благодаря череде удачных выступлений удостоился права защищать честь страны на летних Олимпийских играх 2008 года в Пекине — на предварительном квалификационном этапе прыжков в высоту показал результат 2,15 метра, чего оказалось недостаточно для выхода в финал.
После пекинской Олимпиады Крымаренко остался действующим спортсменом и продолжил принимать участие в крупнейших международных стартах. Так, в 2009 году с результатом 2,31 он победил в прыжках в высоту на командном чемпионате Европы в Лейрии.
В 2010 году выступил на чемпионате мира в помещении в Дохе (2,26).
В 2011 году взял бронзу на Мемориале братьев Знаменских в Жуковском (2,20).
В 2013 году во второй раз стал чемпионом Украины, на соревнованиях в Бердичеве установил свой личный рекорд в прыжках в высоту на открытом стадионе — 2,34 метра. Помимо этого, участвовал в чемпионате Европы в помещении в Гётеборге (2,23) и в чемпионате мира в Москве (2,22).
На чемпионате Европы 2014 года в Цюрихе показал результат 2,26 метра и занял итоговое шестое место.
В 2015 году стартовал на чемпионате Европы в помещении в Праге (2,24) и на чемпионате мира в Пекине (2,22).
В 2016 году на чемпионате Европы в Амстердаме прыгнул на 2,23 метра и в финал не вышел.